# Uozu
Uozu (魚津市 -shi) é uma cidade japonesa localizada na província de Toyama.
Em 2003 a cidade tinha uma população estimada em 46 457 habitantes e uma densidade populacional de 231,59 h/km². Tem uma área total de 200,60 km².
Recebeu o estatuto de cidade a 1 de abril de 1952.